# 부산광역시립서동도서관
부산광역시립서동도서관은 부산광역시 금정구 소재의 도서관이다.

## 연혁
- 1983년 5월 18일 부산직할시립서동도서관 개관.
- 1995년 1월 1일 부산광역시립서동도서관으로 명칭 변경.

## 시설현황
본관
- 2층: 종합자료실, 디지털자료실, 제2열람실
- 1층: 어린이실, 제1열람실
- 지하1층: 휴게실 및 매점

별관
- 2층: 배움실
- 1층: 나눔실

## 이용 시간
열람실
- 매일 07:00 ~ 22:00

자료실
| 구분                    | 월요일, 토요일 | 화~금요일            | 일요일        |
| ----------------------- | -------------- | -------------------- | ------------- |
| 종합자료실 디지털자료실 | 09:00 ~ 18:00  | 09:00 ~ 22:00        | 09:00 ~ 17:00 |
| 어린이실                | 09:00 ~ 18:00  | 09:00~20:00 (3~10월) | 09:00 ~ 17:00 |

## 휴관일
- 셋째, 넷째 월요일
- 국경일, 정부지정 공휴일
- 기타 도서관장이 필요하다고 인정하는 날